# Ювино
Ювино — деревня в Клепиковском районе Рязанской области. Входит в состав Бусаевского сельского поселения.

## География
Находится в северной части Рязанской области на расстоянии приблизительно 18 км на юг-юго-восток по прямой от районного центра города Спас-Клепики на левобережье реки Пра.

## История
В 1859 году здесь (тогда деревня Рязанского уезда Рязанской губернии) было учтено 6 дворов, в 1897 — 17.

## Население
Численность населения: 40 человек (1859 год), 110 (1897), 5 в 2002 году (русские 100 %), 33 в 2010.